# ريتشارد ستوري
ريتشارد ستوري (بالإنجليزية: Sir Richard Storey, 2nd Baronet)‏ هو شخصية أعمال بريطاني، ولد في 1956 في وستمنستر في المملكة المتحدة.